# 富士膠片商業創新
富士胶片商业创新前身是富士施樂，是日本攝影器材公司富士膠片（100%）的全資子公司，主要在亞太地區開發、生產與銷售靜電印刷產品與文件相關的產品及服務。
富士施樂於1962年作為與蘭克施樂的50:50合資公司而成立；蘭克施樂於1997年合併到施樂公司。
富士施樂最初是蘭克施樂的產品的分銷商，由1973年的2200型影印機起開始自行硏發靜電印刷機及其他設備。後來該公司負責改革與生產許多由施樂銷售的彩色列印設備，其產品包括於1987年發售的世上首台多功能印表機/影印機"Xero Printer 100"。
1991年富士施樂採用口號「The Document Company」並在1995年結合為商標的一部分；不过施樂公司於2004年停止使用該口號的商標。
施樂公司於2000年轉移其中國/香港業務到富士施樂；2001年富士膠片增加投資將其份額提高到75%。
截止2004年該公司共雇用了36,000名員工。
2018年1月31日富士軟片宣布與施樂達成協議，兩者合營企業富士施樂（Fuji Xerox）將與施樂合併，富士軟片將擁有合併後公司50.1%權益。施樂股東將獲派每股9.8美元特別派息，並擁有其餘49.9%權益。
2018年5月14日施樂發表聲明，由於富士軟片未能提供合資公司富士施樂審計財務報告，決定終止交易。
2019年11月5日富士軟片以23億美元回購施樂所持的合資子公司富士施樂的25%股份，交易完成后富士施樂成為全資子公司。交易條件是富士軟片放棄對美國施樂價值61億美元的收購，並撤回因施樂推翻交易而提出的10億美元索償，結束雙方近兩年的糾紛。
2020年1月6日富士全錄宣布，公司於2021年4月1日更名為富士胶片商业创新（FUJIFILM Business Innovation Corp.）。

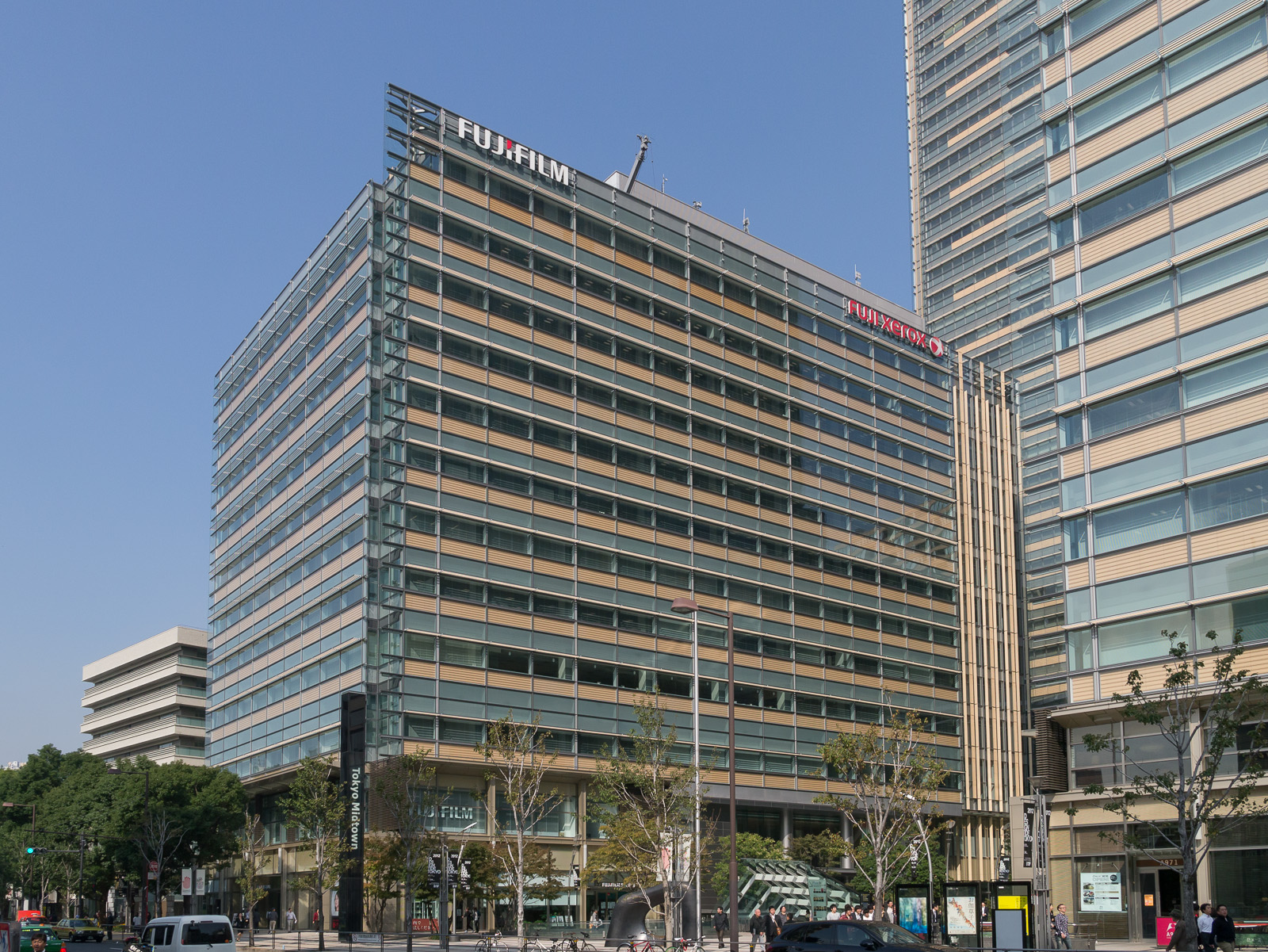
富士軟片控股與富士施樂總部
（位於東京中城西區）

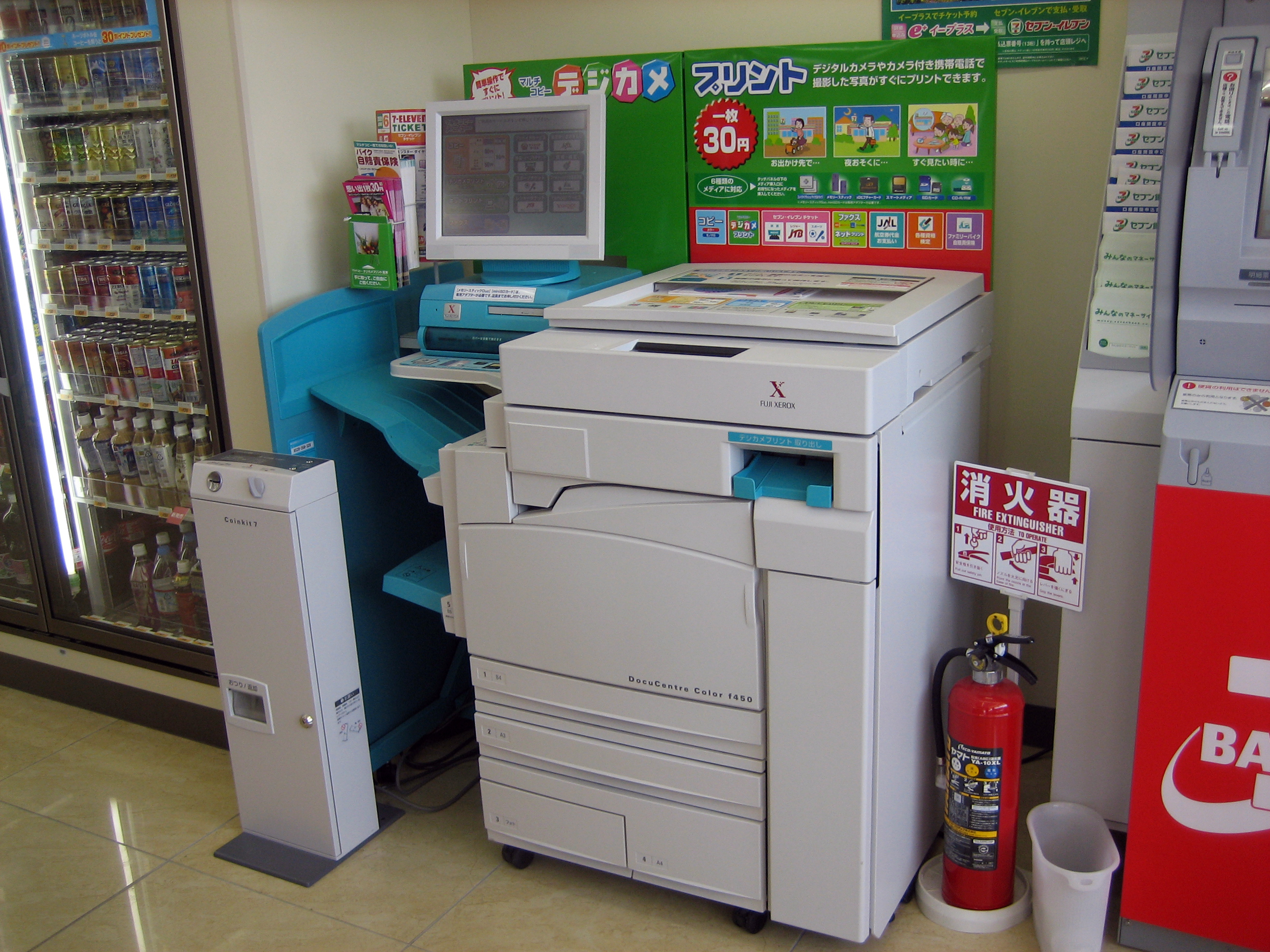
營業用影印機

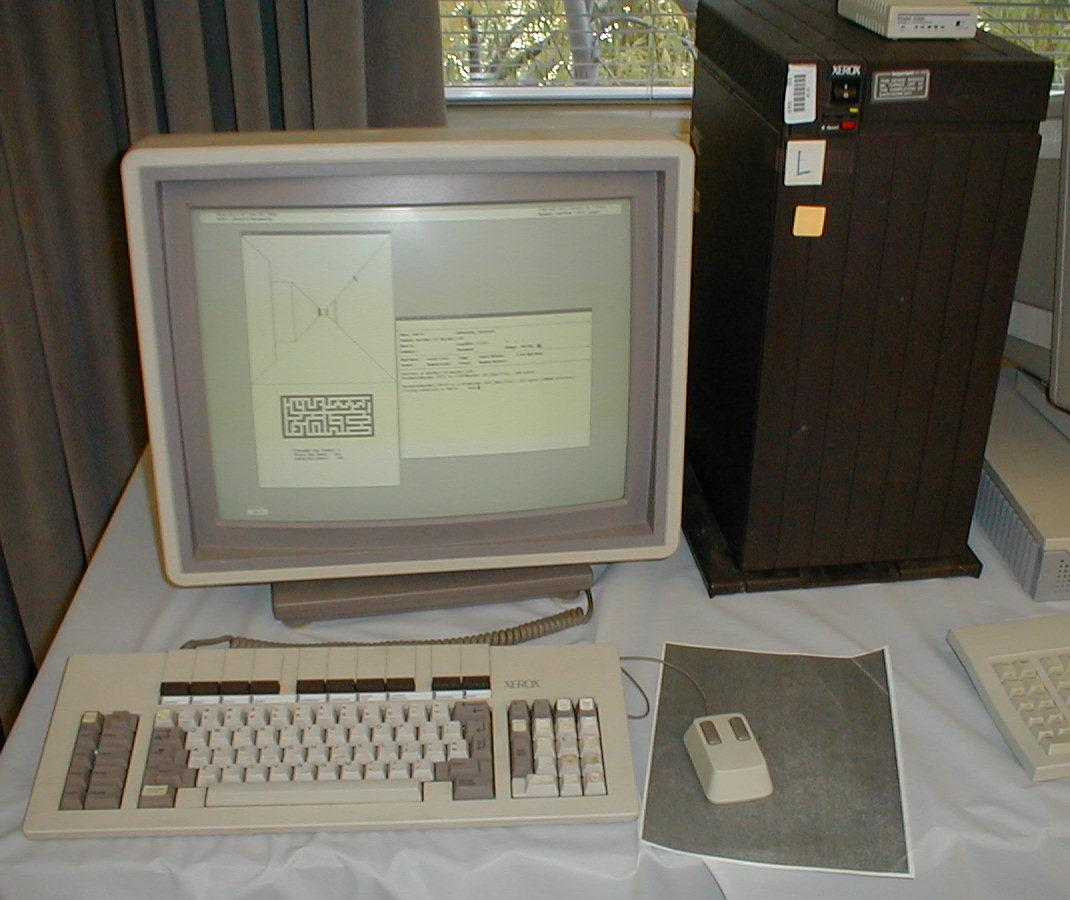
施乐工作站

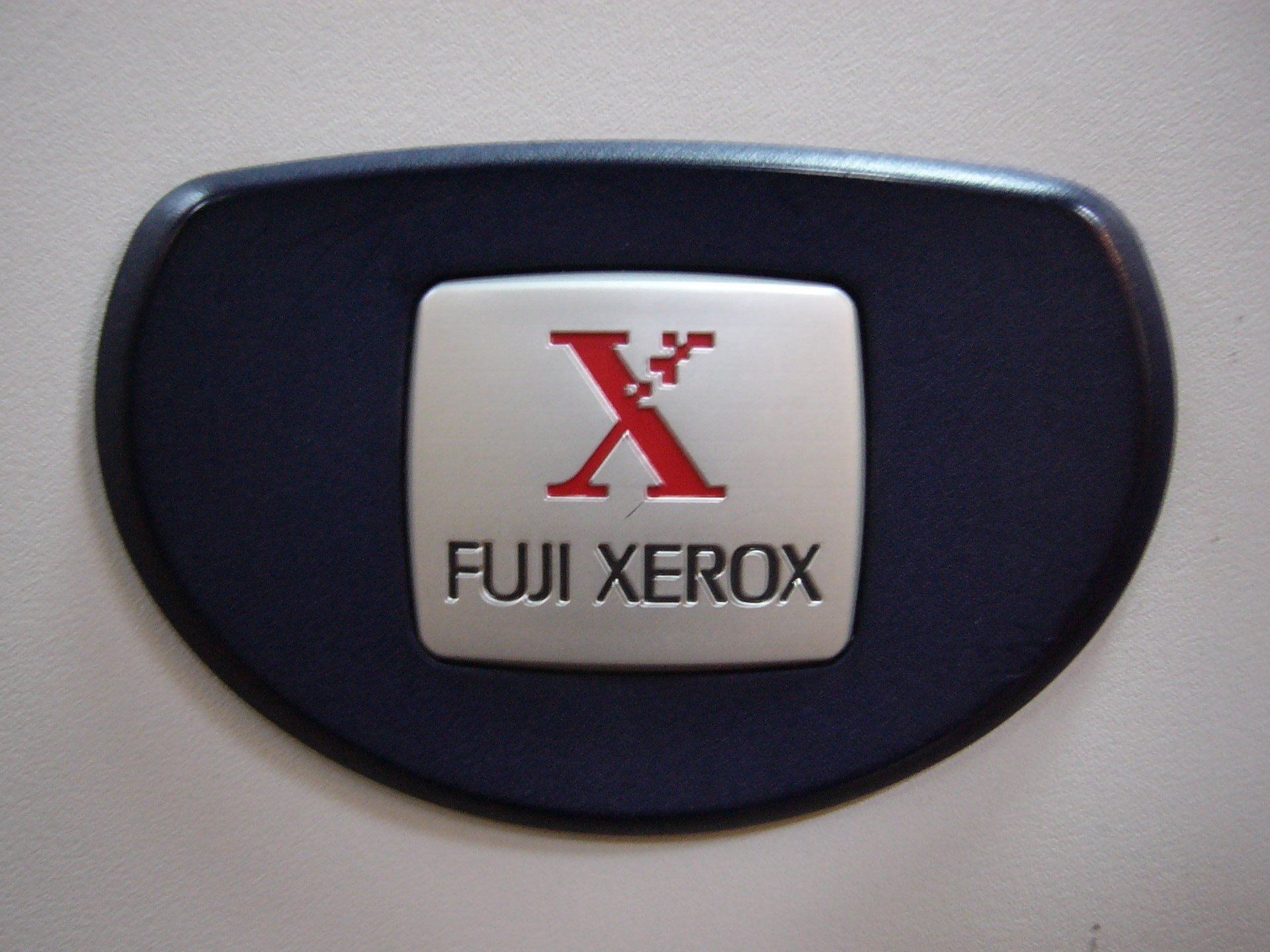
富士施乐影印機上的銘牌

## 主要基地

### 研究、研发、生産基地
一部分在2010年由富士施乐マニュファクチャリング移管。
- 横浜みなとみらい事業所（神奈川縣横滨市）

2010年4月开始运转的研究、开发基地。
- 中井事業所（神奈川县足柄上郡中井町）

获得次时代技术的研究开发基地。
- Fuji Xerox of Shanghai Limited（中国 上海市）

负责中低速复印机和多功能机、以及硒鼓開發、生產子会社。
- Fuji Xerox Software Development Center of China（中国 上海市）

负责富士施乐软件研发，测试等。
- Fuji Xerox of Shenzhen Ltd.（中国 深圳市）

负责生產激光打印机、复印机/多功能机、以及其消耗品的子会社。
- Fuji Xerox Eco-Manufacturing (Suzhou) Co., Ltd.（中国 蘇州）

使用完毕的商品和墨盒分解及分类再资源化的資源回收基地。
- Fuji Xerox Eco-Manufacturing Co., Ltd.（泰国）

使用完毕的商品和墨盒分解及分类再资源化的综合回收基地。
- FX Palo Alto Laboratory, Inc.（美国）

美国加利福尼亚州的研究基地。

### 业务
- 東京事業所 （東京都港区）

业务活動核心基地。
- 中国业务本部 （中国 上海市）

中国地区（包括香港、澳門）事业展开推进。
- 亚太地区业务本部 （新加坡）

亚太地域（除中国业务本部所负责地域）事业展开推进。

## 日本国内相关公司

### 持股公司

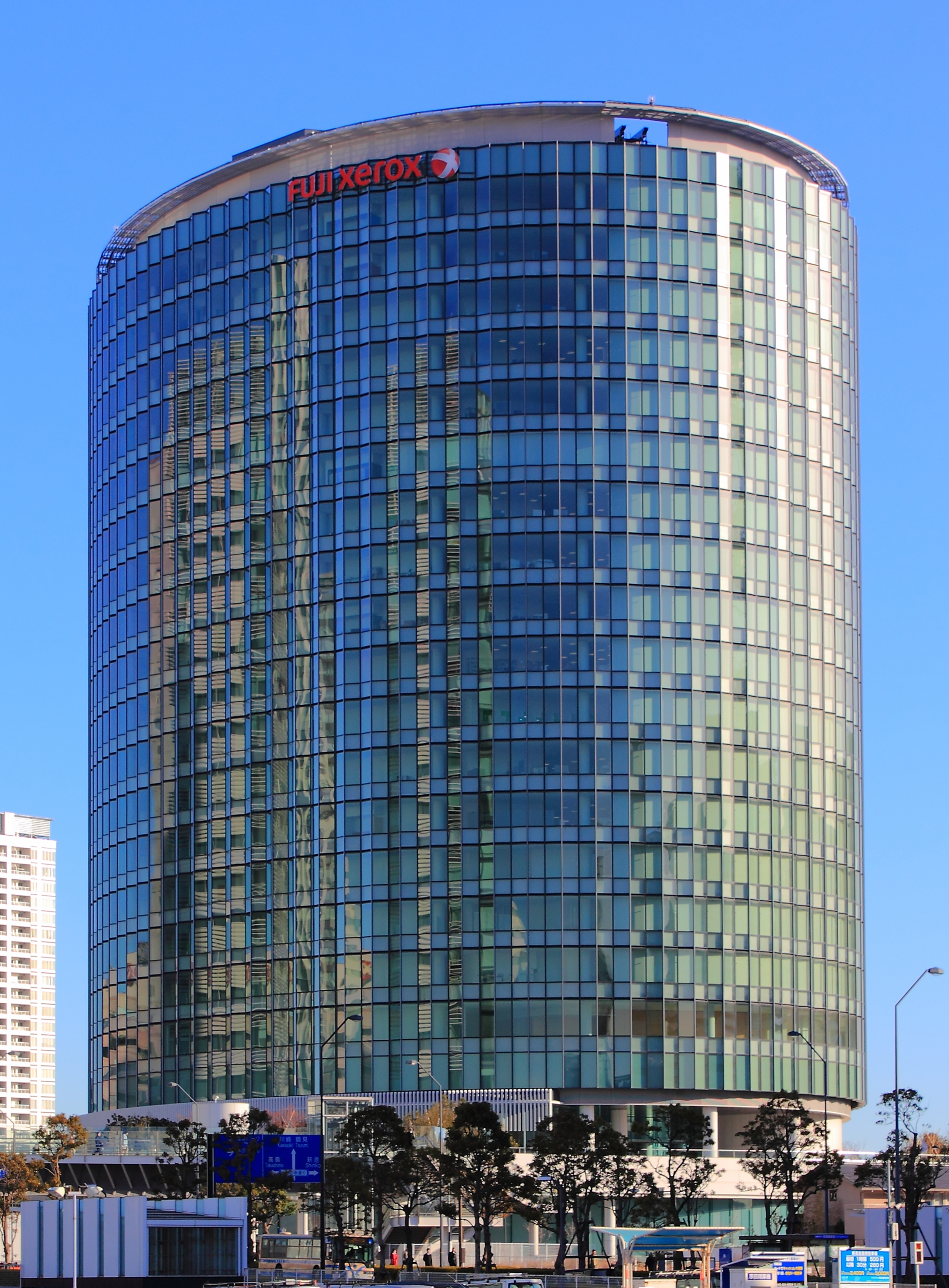
神奈川研發大樓

- 富士軟片株式会社

### 研发
- 富士施乐信息系统株式会社（神奈川县横滨市）

负责基幹系、网络、应用等各種软件的开发。
- 富士施乐先进技术株式会社（神奈川縣横滨市）

扫描仪，送纸器，周边设备等功能的设备及其控制的硬件、软件开发，客户、特定市场定制开发（开发工具），并担当专业领域的评价工作。

### 生産
- 富士施乐制造株式会社（神奈川県海老名市）

办公设备，印刷机器以及相关产品，以及它们的零件、消耗品的试制、制造等。
- 海老名事業所（神奈川県海老名市）

复印机、多功能机和相关商品的开发，制作技术骨干基地。
- 竹松事業所（神奈川県南足柄市）

复印机、多功能机和打印机等的图像形成材料开发基地。
- 鈴鹿事業所（旧 鈴鹿富士施乐株式会社）

复印机、多功能机的核心部件生产基地。
- 富山事業所（旧 富士施乐成像材料株式会社）

复印机、多功能机和打印机等的图像形成材料的制造基地。
- 新潟事業所（旧 新潟富士施乐製造株式会社）

重点生产的商品和大型机的制造基地。前身为新潟日本電気（NEC新潟）。

### 人力资源和组织发展事务
- 株式会社富士施乐総合教育研究所（東京都港区）

人力资源开发咨询，教材提供，负责研讨会管理。

### 服务运用
- 富士施乐システムサービス株式会社（東京都千代田區）

在当地政府的公共服务的解决方案，私人市场负责电子营销支持和销售推广业务支持外包。

### 销售
- 富士施乐プリンティングシステムズ販売株式会社（東京都中野區）

负责批发销售办公激光打印机。
- 富士施乐インターフィールド株式会社（東京都品川區）

办公机械和设备，办公家具，文具和复印办公桌，传真机，销售打印机等使用的耗材。

#### 销售公司
2006年4月，所有公司的原名称“（地名）富士施乐株式会社”更名为“富士施乐（地名）株式会社”（例：東京富士施乐株式会社→富士施乐東京株式会社）

- 富士施乐北海道株式会社
- 富士施乐岩手株式会社
- 富士施乐宮城株式会社
- 富士施乐福島株式会社
- 富士施乐茨城株式会社
- 富士施乐栃木株式会社
- 富士施乐群馬株式会社
- 富士施乐埼玉株式会社
- 富士施乐千葉株式会社
- 富士施乐東京株式会社
- 富士施乐多摩株式会社
- 富士施乐神奈川株式会社
- 富士施乐山梨株式会社
- 富士施乐新潟株式会社
- 富士施乐北陸株式会社
- 富士施乐長野株式会社
- 富士施乐岐阜株式会社
- 富士施乐静岡株式会社
- 富士施乐愛知株式会社
- 富士施乐愛知東株式会社
- 富士施乐三重株式会社
- 富士施乐京都株式会社
- 富士施乐大阪株式会社
- 富士施乐兵庫株式会社
- 富士施乐奈良株式会社
- 富士施乐岡山株式会社
- 富士施乐広島株式会社
- 富士施乐山口株式会社
- 富士施乐四国株式会社
- 富士施乐福岡株式会社
- 富士施乐北九州株式会社
- 富士施乐長崎株式会社
- 富士施乐熊本株式会社
- 富士施乐鹿儿島株式会社

#### 县级特約店
- 株式会社テクノル - 青森縣。
- 秋田施乐株式会社 - 秋田县。
- 山形施乐株式会社 - 山形县。
- 福井施乐株式会社 - 福井縣。
- 和歌山施乐株式会社 - 和歌山县。
- 株式会社ケー・オウ・エイ - 鳥取縣。
- 株式会社ミック - 岛根县。
- 株式会社ソアー - 佐贺县。
- 大分施乐株式会社 - 大分县。
- 宮崎電子機器株式会社 - 宮崎縣。
- 沖縄施乐株式会社 - 沖繩縣。

## 富士軟片資訊海外相关公司

### 亚太（国家、地区）

#### 销售
澳大利亞
Fuji Xerox Australia Pty Limited
 中國
Fuji Xerox (China) Limited
Fuji Xerox Industry Development(Shanghai) Co., Ltd.
 香港
富士膠片商業創新香港有限公司（FUJIFILM Business Innovation Hong Kong Limited）
 印度尼西亞
PT. Astra Graphia Tbk（富士施乐总代理店）
 大韓民國
Fuji Xerox Korea Co., Ltd.
 馬來西亞
Fuji Xerox Asia Pacific Pte Ltd (Malaysia Operations)
 紐西蘭
Fuji Xerox New Zealand Limited
 菲律賓
Fuji Xerox Philippines, Inc.
 新加坡
Fuji Xerox Asia Pacific Pte Ltd
Fuji Xerox Singapore Pte Ltd
 臺灣
台灣富士軟片資訊股份有限公司（章程所訂外文名：FUJIFILM Business Innovation Taiwan Co., Ltd.）
台灣富士軟片系統整合股份有限公司（章程所訂外文名：FUJIFILM BI System Integration Taiwan Co., Ltd.）
和範股份有限公司（章程所訂外文名：FUJIFILM BI System Service Taiwan Co., Ltd.）
 泰國
Fuji Xerox (Thailand) Co., Ltd.
 越南
Fuji Xerox Vietnam Company Limited

#### 采购、生产
中國
Fuji Xerox of Shanghai Limited
Fuji Xerox of Shenzhen Ltd.
Fuji Xerox Eco-Manufacturing (Suzhou) Co., Ltd.
 香港
Fuji Xerox Far East Ltd.
 泰國
Fuji Xerox Eco-Manufacturing Co., Ltd.

### 美国
- Xerox International Partners

激光打印机耗材的OEM销售和支持。
- FX Palo Alto Laboratory, Inc.

多媒体技术交流，为中心的研究委托。
- FX Global Supply Solutions, Inc.

富士施乐商品的欧美的供应链管理。

## 過去在电视广告中登场的人物
- 白鵬翔
- 梁朝伟
- 马思纯
- 松岡修造
- 松下由樹
- 山田邦子
- 迭戈·马拉多纳
- 淺野忠信
- 明神智和（柏雷素爾時代）

## 播放电视台（包括之前曾播放的电视台）
- NEWS23X（TBS・目前正在播放的电视台）
  - JNN新闻台
- JNN新闻台
- NEWS23
- 邓禄普凤凰锦标赛（毎日放送、宮崎放送共同制作・TBS系列、1980年代-2000年）
- 日本超級盃的冠名赞助商，天皇杯、全國高等學校足球選手權大會的大会赞助商。

## 脚注
1. ↑  .   [2020-06-18]. （原始内容存档于2020-10-30）.